# Tommy Franks
Tommy Ray Franks (né le 17 juin 1945 dans l'État de l'Oklahoma) est un général à la retraite de l'United States Army.

## Biographie
Il étudia à l'université du Texas à Austin avant de s'enrôler dans l'US Army en 1965. Franks fut assigné à la 9e division d'infanterie où il servit en tant qu'observateur aérien pendant la guerre du Viêt Nam. Il fut commandant en chef du United States Central Command dans la région du Moyen-Orient et succéda à Anthony Zinni du 6 juillet 2000 au 7 juillet 2003.
Il dirigea notamment l'invasion de l'Afghanistan en 2001 en réaction aux attentats du 11 septembre 2001 contre le World Trade Center et le Pentagone. Il mit également au point les plans d'invasion de l'Irak en 2003, qui vit la chute de Saddam Hussein. Il refusa le poste de chef d'état-major de l'armée de terre des États-Unis qui lui fut proposé par le secrétaire à la Défense Donald Rumsfeld.

## Dates de promotion
| Rang                                    | Date |
| --------------------------------------- | ---- |
| Sous-lieutenant (Second Lieutenant)     | 1967 |
| Premier-lieutenant (First Lieutenant)   | 1968 |
| Capitaine (Captain)                     | 1969 |
| Major (Major)                           |      |
| lieutenant-colonel (Lieutenant Colonel) |      |
| Colonel (Colonel)                       |      |
| Brigadier-général (Brigadier General)   | 1991 |
| Major-général (Major General)           |      |
| Lieutenant-général (Lieutenant General) | 1997 |
| Général (General)                       | 2000 |

## Récompenses et distinctions

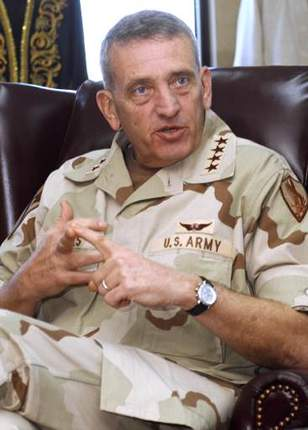
Le général Tommy Franks en 2002.

| Aircraft Crewmember's Badge     |
| Army Staff Identification Badge |

| Defense Distinguished Service Medal        |
| Army Distinguished Service Medal           |
| Legion of Merit avec 4 feuilles de chêne   |
| Bronze Star Medal avec 5 feuilles de chêne |
| Purple Heart avec 3 feuilles de chêne      |
| Air Medal avec 9 feuilles de chêne         |
| Army Commendation Medal                    |
| Médaille présidentielle de la Liberté      |
| Ordre de l'Empire britannique              |

## Dans la culture populaire
Dans le film W. : L'Improbable Président (2008) d'Oliver Stone, son rôle est joué par Michael Gaston.